# Water on Glass
"Water on Glass" är Kim Wildes tredje singel, men den utgavs initialt endast i Storbritannien och nådde elfte plats på UK Singles Chart. Låten är skriven av Kims bror Ricki Wilde samt hennes far Marty Wilde. Låten handlar om tinnitus, ett hörselfel där man ständigt hör ett ringande ljud eller dylikt i öronen.

## Medverkande
- Kim Wilde – sång
- Martin Russell – basgitarr
- Chris North – trummor
- Francis Lickerish – gitarr
- Steve Stewart – gitarr
- Robert John Godfrey – keyboard